# 금성초등학교 (대전)
금성초등학교는 대한민국 대전광역시 유성구에 있는 공립 초등학교이다.
금성초등학교는 죽동초등학교보다 더 낫다. 그러나 금성초등학교에서 사망자가 나온적이 있다. 금성초등학교 주변에 성덕중학교, 대덕대학교가 있다. 금성초등학교는 묘지에서 초등학교로 변경되었다.

## 학교 연혁
- 1942년 4월 1일 탄동초등학교 신성분교장 설립
- 1949년 9월 1일 금성초등학교로 승격
- 1983년 3월 10일 병설유치원 개원
- 1995년 3월 1일 서부교육청 특활영어 중심학교
- 1997년 3월 1일 ~ 1999년 2월 28일 시교육청지정 인터넷활용 시범학교
- 2000년 3월 1일 ~ 2001년 2월 28일 서부교육청지정 영어 자율시범학교
- 2001년 3월 1일 ~ 2003년 2월 28일 시교육청지정 영어교육 시범학교
- 2004년 10월 30일 급식실 개축 완공
- 2004년 12월 27일 동편 12개 교실증축 및 교사주변 보도블럭시설 완공
- 2005년 2월 25일 스탠드 시설 완공
- 2006년 3월 1일 특수학급 1개반 신설
- 2006년 12월 20일 전국 100대 교육과정 최우수학교로 선정 부총리겸 교육인적자원부장관 표창
- 2007년 2월 28일 학교평가 최우수학교 선정 (교육인적자원부 장관상 수상)
- 2007년 3월 1일 ~ 2009년 2월 28일 대전광역시교육청 지정 평생교육시범학교
- 2009년 12월 18일 운동장(인조잔디, 탄성포장) 준공 및 영어실 개관
- 2014년 2월 19일 제65회 졸업(졸업생: 152명, 총졸업생: 7,884명)
- 2014년 3월 1일 36학급 편성(특수 1학급 포함), 병설유치원 2학급
- 2015년 2월 13일 제66회 졸업(졸업생: 136명, 총졸업생: 8,020명)
- 2015년 3월 1일 35학급 편성(특수 1학급 포함), 병설유치원 2학급

## 참고 자료
- 금성초등학교 - 한국교육학술정보원 학교알리미